# Teruhito Nakagawa
Teruhito Nakagawa (仲川 輝人?, Nakagawa Teruhito; Kanagawa, 27 luglio 1992) è un calciatore giapponese, attaccante dell'FC Tokyo.

## Biografia
Suo fratello minore, Hiroto, è anch'egli calciatore.

## Carriera
Nakagawa ha studiato presso l'Università di Senshu e ha giocato per la sua squadra di calcio prima di essere tesserato dallo Yokohama F. Marinos. Nel 2013, al terzo anno di studi universitari, divenne capocannoniere della JUFA-Kanto Division I League con 15 reti. Venne inoltre convocato in nazionale per disputare le Universiadi di Kazan.
Il 19 ottobre 2014 si infortunò gravemente al ginocchio destro ma, nonostante non fossero chiari i tempi di recupero, il 28 ottobre venne ingaggiato ufficialmente dal Marinos, squadra con cui esordì il 6 settembre 2015 nella partita di Coppa dell'Imperatore giocata contro il MIO Biwako Shiga. L'esordio in J1 League è invece datato 12 settembre nella partita contro l'Albirex Niigata. Il 26 maggio 2016, Nakagawa segnò il primo gol con i Marinos in una partita di J.League Cup contro l'Albirex Niigata.
Il 6 settembre 2016, Nakagawa venne mandato in prestito al Machida Zelvia, squadra militante nella J2 League. Debuttò con la nuova maglia l'11 di settembre e segnò la prima rete il 18 settembre contro lo Zweigen Kanazawa. Chiuse la stagione con 3 gol in 12 presenze.
Il 12 gennaio 2017, Nakagawa tornò allo Yokohama F. Marinos, ma il 24 luglio dello stesso anno venne mandato in prestito all'Avispa Fukuoka, club con il quale collezionò 18 presenze.
Il 12 gennaio 2018 Nakagawa tornò ancora allo Yokohama F. Marinos e il 19 maggio segnò due gol nella partita contro il V-Varen Nagasaki. Il 3 maggio 2019 segnò il primo gol del Periodo Reiwa contro il Sanfrecce Hiroshima.

## Statistiche

### Cronologia presenze e reti in nazionale
| Cronologia completa delle presenze e delle reti in nazionale ― Giappone | Cronologia completa delle presenze e delle reti in nazionale ― Giappone | Cronologia completa delle presenze e delle reti in nazionale ― Giappone | Cronologia completa delle presenze e delle reti in nazionale ― Giappone | Cronologia completa delle presenze e delle reti in nazionale ― Giappone | Cronologia completa delle presenze e delle reti in nazionale ― Giappone | Cronologia completa delle presenze e delle reti in nazionale ― Giappone | Cronologia completa delle presenze e delle reti in nazionale ― Giappone |
| Data                                                                    | Città                                                                   | In casa                                                                 | Risultato                                                               | Ospiti                                                                  | Competizione                                                            | Reti                                                                    | Note                                                                    |
| ----------------------------------------------------------------------- | ----------------------------------------------------------------------- | ----------------------------------------------------------------------- | ----------------------------------------------------------------------- | ----------------------------------------------------------------------- | ----------------------------------------------------------------------- | ----------------------------------------------------------------------- | ----------------------------------------------------------------------- |
| 14-12-2019                                                              | Busan                                                                   | Giappone                                                                | 5 – 0                                                                   | Hong Kong                                                               | Coppa dell'Asia orientale 2019                                          | -                                                                       |                                                                         |
| 18-12-2019                                                              | Busan                                                                   | Corea del Sud                                                           | 1 – 0                                                                   | Giappone                                                                | Coppa dell'Asia orientale 2019                                          | -                                                                       | 79’                                                                     |
| Totale                                                                  |                                                                         | Presenze                                                                | 2                                                                       |                                                                         | Reti                                                                    | 0                                                                       |                                                                         |

## Palmarès

### Club
- Campionato giapponese: 2

Yokohama F·Marinos: 2019, 2022

### Individuale
- Capocannoniere del campionato giapponese: 1

2019 (15 gol, a pari merito con Marcos Júnior)
- Miglior giocatore del campionato giapponese: 1

2019
- Squadra del campionato giapponese: 1

2019
- Capocannoniere della Coppa J. League: 1

2021 (4 gol, a pari merito con Adaílton, Shō Inagaki e Kasper Junker)

### Nazionale
- Universiadi:   1

Kazan' 2013